# Колесников, Виктор Михайлович
Виктор Михайлович Колесников (30 июля 1946, Щигры, Курская область) — депутат Государственной Думы Российской Федерации IV созыва, Председатель Законодательного Собрания Калужской области и член Совета Федерации (ноябрь 1996 — март 2001). Представитель Законодательного Собрания Калужской области в Совете Федерации (4 марта 2001 — 22 января 2004).

## Биография
Образование:
- Курский сельскохозяйственный институт по специальности «учёный агроном по защите растений» (1970)
- Академия общественных наук ЦК КПСС (1991)
- Московский городской юридический институт (2006).

В 2002 году в Курской государственной сельскохозяйственной академии им. И. И. Иванова защитил кандидатскую диссертацию на соискание учёной степени кандидата экономических наук.
Работал в Калужской области:
- 1970—1973 — старший агроном, начальник агротехнического отдела областного объединения «Сельхозтехника».
- 1973—1976 — инструктор орготдела Калужского облисполкома.
- 1976—1978 — директор межколхозного НПО «Протва».
- 1978—1980 — управляющий Жуковским объединением «Сельхозтехники», инструктор сельскохозяйственного отдела обкома КПСС.
- 1980—1985 — директор Детчинского совхоза-техникума.
- 1985—1987 — первый секретарь Юхновского райкома КПСС,
- 1987—1990 — первый секретарь Дзержинского райкома КПСС,
- 1990—1991 — первый заместитель председателя Калужского облисполкома,
- 1991—1996 — директор Калужского филиала, первый зам. генерального директора фирмы «Российские семена».

В 1994, 1996 и 2000 избирался депутатом Законодательного Собрания Калужской области.
С ноября 1996 — председатель Законодательного Собрания. По должности входил в состав Совета Федерации.
Представитель Законодательного Собрания Калужской области в Совете Федерации на постоянной основе (4 марта 2001 — ноябрь 2004).
С 1996 по 2003 год — депутат Парламентского Собрания Союзного государства.
С 7 декабря 2003 по 24 декабря 2007 года — депутат Государственной думы Российской Федерации IV созыва от Дзержинского одномандатного округа Калужской области, член фракции партии «Единая Россия». Входил в состав Комитета по безопасности.
По окончании полномочий депутата с 2008 по 2010 год возглавлял администрацию Дзержинского района Калужской области.
С мая 2012 года возглавляет Калужское региональное отделение Российской партии пенсионеров за справедливость
С 2013 года по настоящее время входит в состав Общественной палаты Калужской области (III и IV созыв).

## Почётные награды и звания
- орденом «Знак Почёта»;
- орден Почёта (2001);
- Орден Дружбы (2007);
- Почётная грамота Парламентского Собрания Союзного государства[6];
- Почётный гражданин города Кондрово.